# Заборона литовського друку
Заборона литовського друку (лит. spaudos draudimas) — заборона надрукованих латинецею публікацій литовською мовою, запроваджена владою Російської імперії, яка контролювала Литву в той час. Видання литовською, але з використанням кирилиці, дозволялися і ними навіть заохочували користуватися.

## Історія
Концепція заборони литовської латиниці з'явилася після поразки повстання 1863—1864 років, прийняла форму адміністративної заборони у 1864-му, і не змінилася до 24 квітня 1904 року. Російські суди скасували два звинувачення на заборону друку в 1902 і 1903 роках. Поразка в російсько-японській війні 1904 року призвела до перегляду і ослаблення російської політики щодо національних меншин.
Заборонялось друкувати, імпортувати, поширювати або володіти будь-якими публікаціями латиницею.

## Опір
Російські чиновники сподівалися, що цей захід, що слугував часткою більшого плану з русифікації, зменшить польський вплив на литовців і поверне їх до передбачуваних «стародавніх історичних зв'язків» з Росією. Однак литовці організували друк за межами імперії, почасти в Малій Литві (Східна Пруссія), і в Сполучених Штатах.

### Книгоноші
Книгоноші контрабандно переправляли нелегальні книги і періодичні видання через кордон. Кількість таких публікацій зростала, незважаючи на суворі заходи і суворі санкції щодо учасників цього руху. Заборона на друк створила добре організовану опозицію російському пануванню і культурі, що йшло в розріз з первинною метою російської влади.